# El Carpintero, Moctezuma
El Carpintero är en ort i Mexiko.   Den ligger i kommunen Moctezuma och delstaten San Luis Potosí, i den centrala delen av landet, 400 km nordväst om huvudstaden Mexico City. El Carpintero ligger 1 633 meter över havet och antalet invånare är 192.
Terrängen runt El Carpintero är en högslätt, och sluttar brant österut. Runt El Carpintero är det ganska glesbefolkat, med 23 invånare per kvadratkilometer. Närmaste större samhälle är San José del Arbolito, 11,1 km öster om El Carpintero. Omgivningarna runt El Carpintero är i huvudsak ett öppet busklandskap.